# Cordes Lakes, Arizona
Cordes Lakes je naseljeno područje za statističke svrhe u američkoj saveznoj državi Arizona. Prema popisu stanovništva iz 2010. u njemu je živjelo 2,633 stanovnika.